# Austrasiens
Les Austrasiens sont les habitants de l'Austrasie, à l'époque l'un des territoires issus du partage du royaume franc opéré par Clovis entre ses fils. Thierry Ier († 534) devint le premier roi de l'Austrasie. À sa mort, son fils Thibert (ou Théodebert) lui succédera mais il meurt prématurément, en 548. Clotaire († 561), frère de Thierry et roi de Soissons, lui succède et réunit sous sa couronne les deux royaumes francs.
Les Austrasiens étaient réputés pour être les meilleurs guerriers du grand royaume franc.